# Samoileuca, Bădiceni
Samoileuca (sau Samoilovca) a fost o localitate de pe teritoriul actual al Republicii Moldova. În 1930 se afla în plasa Bădiceni. La 28 ianuarie 1972, fiind în raionul Dondușeni, a fost scoasă de la evidență ca inexistentă, prin alipirea ei la Rudi, Soroca.

## Personalități
- Elena Pavel (1915 - 1943), comunistă